# Фаляльні

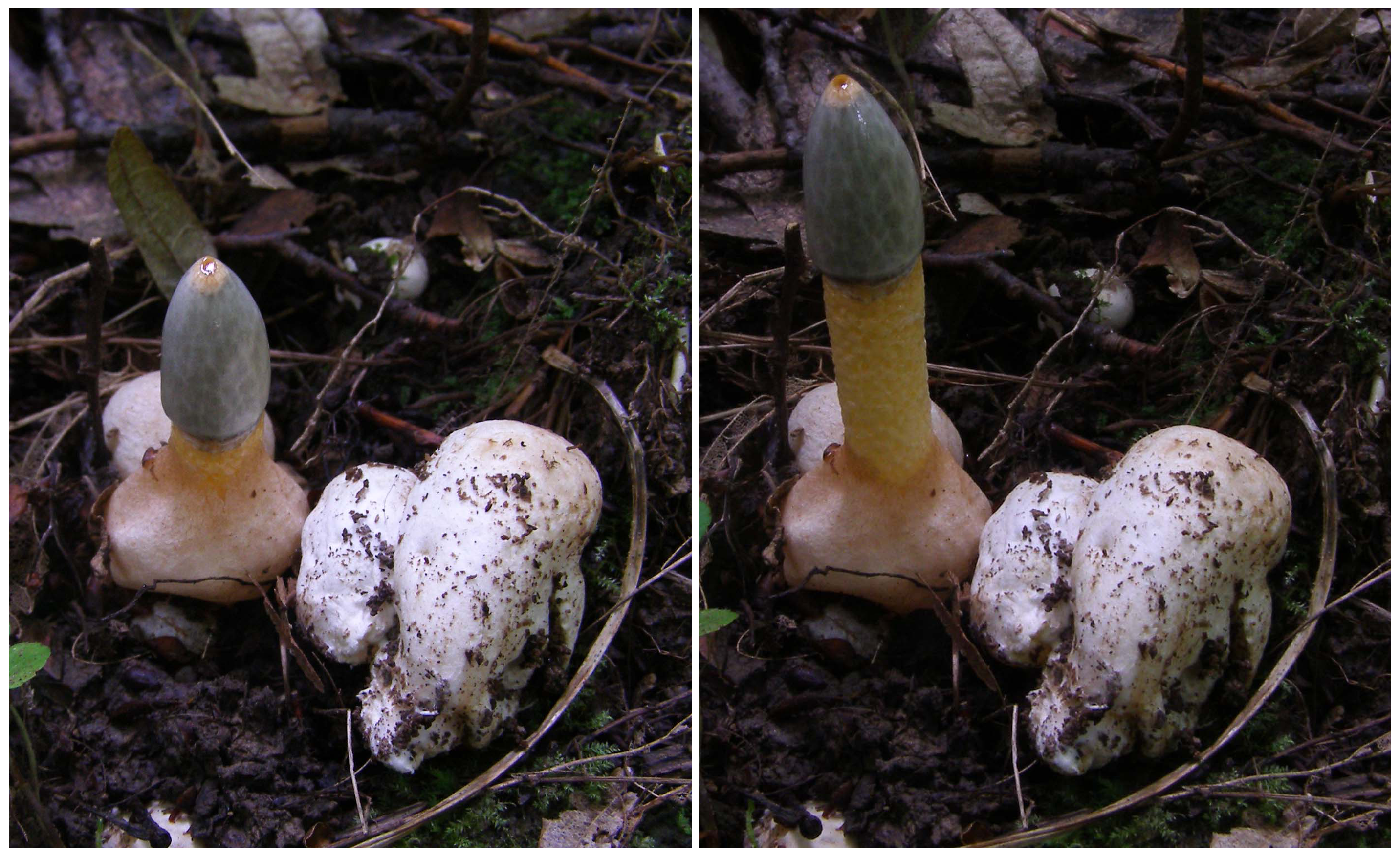
Плодове тіло гриба Mutinus caninus з різницею в декілька годин (заповідник «Медобори», Тернопільська область, Україна

Фаляльні (Phallales) — порядок грибів гастроміцетів класу Агарикоміцети (Agaricomycetes). Порядок містить дві родини: Claustulaceae та Phallaceae, що згідно з оцінкою 2008 року містять 26 родів та 88 видів.

## Будова
Плодові тіла в молодому віці закриті, кулеподібні; пізніше розростаються та оголюють плодючий шар — глебу. Базидіоспори проростають гіфою.